# ليفي ياكيت
ليفي ياكيت (ولد عام 1965 في الكاميرون) هو المنسق السياسي لإحدى مجموعات ميلشيا أنتي بالاكا والتي تُسمي نفسها بـ «حركة المقاومة الشعبية لإصلاح جمهورية أفريقيا الوسطى». فُرضت عليه عقوبات من قبل مجلس الأمن التابع للأمم المتحدة بموجب قرار رقم 2134 لسنة 2014، لتورطه في جرائم حرب خلال حرب جمهورية أفريقيا الوسطى الأهلية. وقد شغل سابقاً منصب المتحدث الرسمي باسم الرئيس المخلوع فرانسوا بوزيزيه.